# International Prostitution
Brigade criminelle
Pour les articles homonymes, voir Brigade criminelle.
Pour plus de détails, voir Fiche technique et Distribution.
International Prostitution, parfois sous-titré Brigade criminelle, est un film policier érotique franco-hongkongais réalisé par Sergio Gobbi et sorti en 1980.

## Fiche technique
Sauf indication contraire, les informations mentionnées dans cette section peuvent être confirmées par la base de données cinématographiques Unifrance,  présente dans la section « Liens externes ».
- Titre original : International Prostitution ou Brigade criminelle
- Réalisateur : Sergio Gobbi
- Scénario : Enrico Versasis, Sergio Gobbi
- Photographie : Jean Badal
- Montage : Gabriel Rongier
- Musique : Thierry Geoffroy, Christian Villers
- Sociétés de production : Ginis Films, Alpes Cinéma, Continental Film Distributors
- Pays de production :  France -  Hong Kong britannique
- Langue originale : français
- Format : Couleur - 1,85:1 - Son mono - 35 mm
- Durée : 83 minutes
- Genre : policier érotique
- Dates de sortie :
  - France : 12 juin 1980

## Distribution
- Laura Gemser : Tazzi
- Jean-Louis Broust : Tinti
- Gabriele Tinti : Tony Marcone
- Joëlle Guillaud : Suzy, la prostituée du wagon
- Sophie Boudet : Cléo, la propriétaire du cabaret
- Shirley Corso : Tina
- Yves Brainville : Le commissaire principal
- Michaël Schock : Franck, le collègue de philippe